# ياكوبس بايز
جاكوبس بايز هو رسام هولندي، ولد في 19 نوفمبر 1724 في أمستردام في هولندا، وتوفي بنفس المكان في 7 أبريل 1801.